# Mennonitenkirche (Kochendorf)

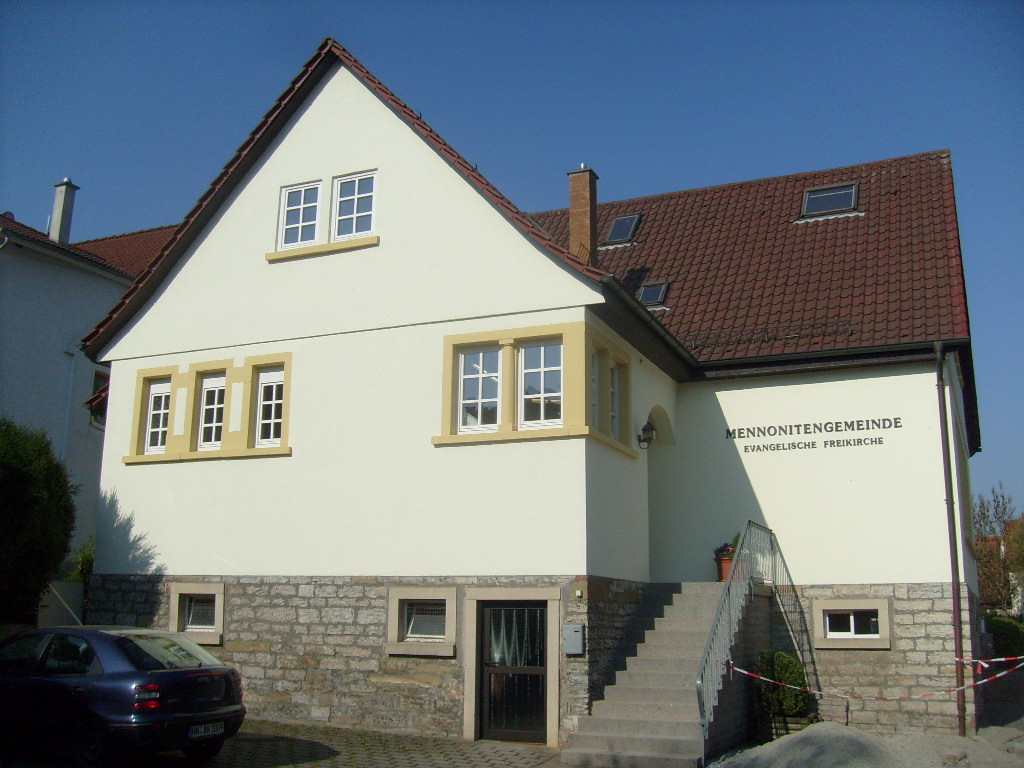
Mennonitenkirche in Bad Friedrichshall von außen …

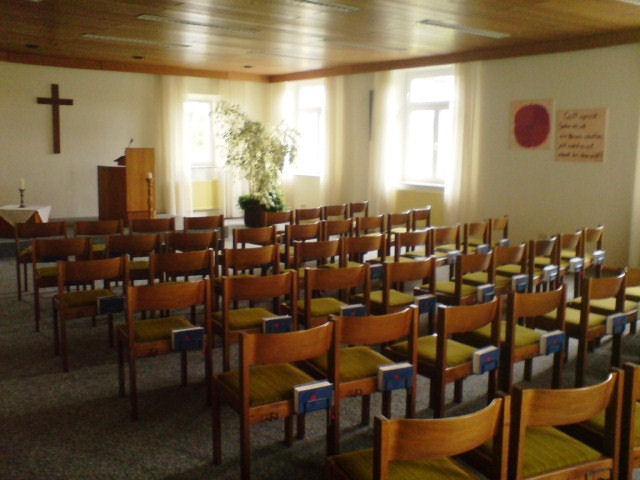
… und von innen

Die Mennonitenkirche in Bad Friedrichshall befindet sich seit 1985 in der ehemaligen Gewerbeschule des Ortes.

## Geschichte
Die Mennonitengemeinde in der Umgebung von Heilbronn besteht seit mindestens um 1770. Sie setzte sich früher hauptsächlich aus Landwirten zusammen, die ihre Gottesdienste an wechselnden Orten, zumeist in den Gehöften der Mitglieder wie in Lautenbach oder Willenbach abhielten. Zu den bekannten Laienpredigern dieser Gemeinschaft zählte der württembergische Abgeordnete Christian Hege. Um 1900 ging man dazu über, die Gottesdienste zentral in Heilbronn abzuhalten. In der jüngsten Vergangenheit erhielt die Gemeinde verstärkt Zulauf durch Übersiedler aus den GUS-Staaten. 1985 erwarben die Mennoniten von der Stadt Bad Friedrichshall die frühere Gewerbeschule an der Bachstraße 14 und bauten sie zum Gemeindezentrum und Versammlungsort für Gottesdienste um. Die Gottesdienste werden üblicherweise von Laien geleitet.